# 聯新國際醫院
24°56′47″N 121°12′18″E / 24.946430°N 121.205112°E

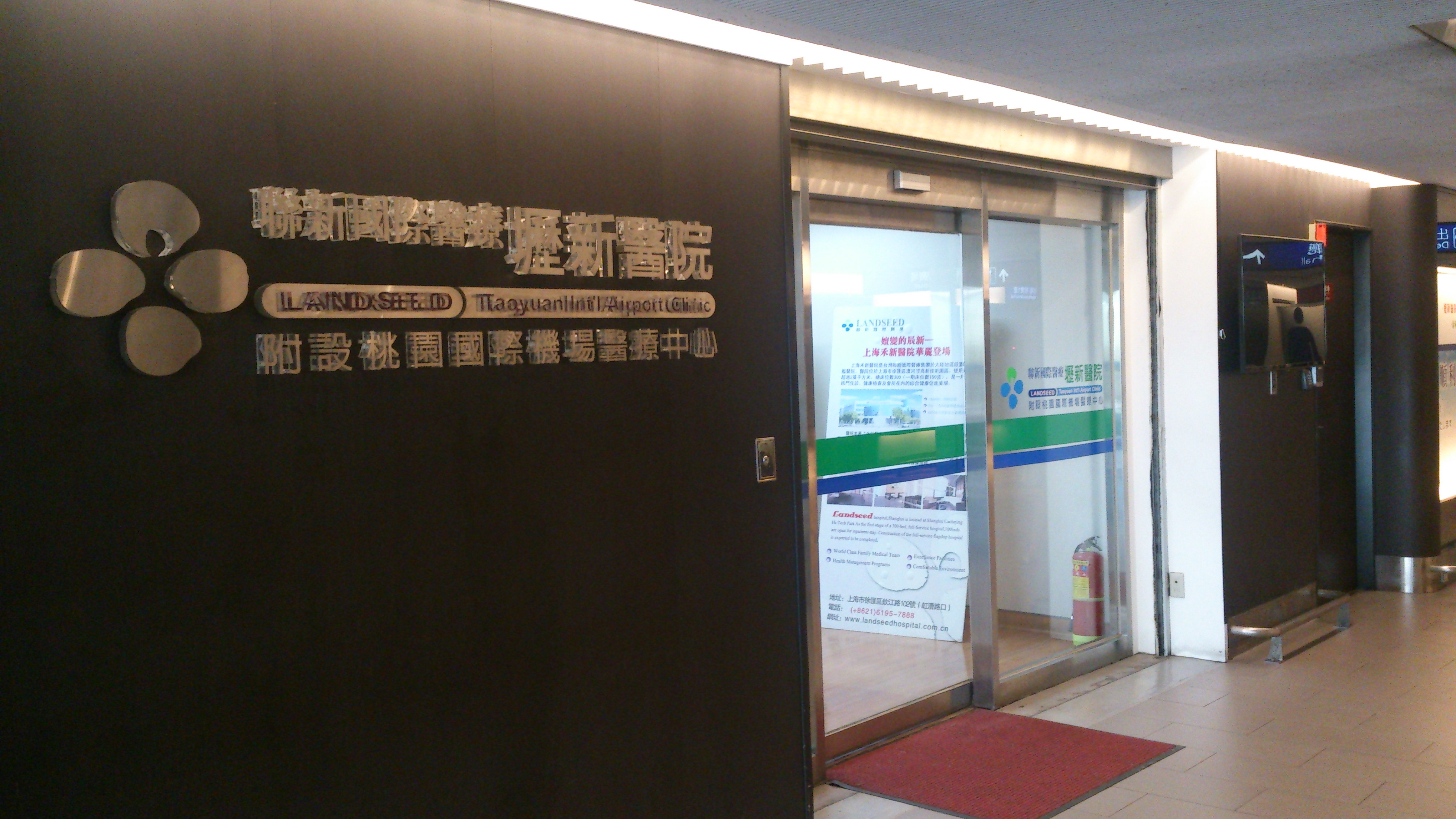
聯新國際醫院桃園國際機場醫療中心

聯新國際醫院，原名壢新醫院，2019年3月1日更名為「聯新國際醫院」。為一間位於桃園市平鎮區的區域教學醫院，床位數約667床，也是南桃園最大的單一醫院。主要由醫療大樓與門診大樓所組成，共有15000坪；並於2015年啟用透析醫療大樓，给需要洗腎的患者以更多的治療空間。

## 歷史沿革
醫院於1993年2月21日動工，經過了一年多的建造，於1995年1月1日醫療大樓完工並正式營運，之後於1997年4月21日擴建門診大樓，最終於1999年10月3日落成啟用，之後更在2000年通過區域醫院評鑑。為集團品牌整合，與兩岸發展，自2019年3月1日起壢新醫院更名為「聯新國際醫院」。

## 業務
設有家庭醫學科、內科、外科、兒科、婦產科、骨科、神經科、泌尿科、耳鼻喉科、眼科、皮膚科、身心科、復健科、麻醉科、放射診斷科、放射腫瘤科、解剖病理科、臨床病理科、核子醫學科、急診醫學科、整形外科、職業醫學科、牙醫一般科、口腔顎面外科。除了醫院本身之外，也負責2002年、2006年至今的桃園國際機場醫療中心的營運，提供出入境旅客第一線醫療照護，並在2013年成立聯新機場牙醫診所。也是國立中央大學、桃園市私立復旦高級中學的合作醫院，在2010年成立中壢聯新診所。

## 醫事人員
包括西醫師175位、中醫師6位、牙醫師6位，該院所有主治醫師皆來自各大醫學中心。另外有藥劑人員、護產人員、職能治療人員、醫事檢驗人員、物理治療人員、醫用放射線技術人員、臨床人員、語言治療師、呼吸治療師、營養師、社會工作人員等各職類醫事人員將近920名。。

## 服務量
全年門診人次達759118人次；全年住院人次達24389人次；全年急診人次達80782人次；全年手術人次達14791人次。。

## 其它認證
2015年1月通過健康醫院認證，緊急醫療能力分級評定為「中度級（不含高危險妊娠孕產婦及新生兒照護品質）及具備急性腦中風重度級能力」醫院。

## 外部連結
- 官方网站
- 聯新國際醫院的Facebook專頁